# Pomniki i miejsca pamięci narodowej w Słupsku
Pomniki i miejsca pamięci narodowej w Słupsku

## Pomniki

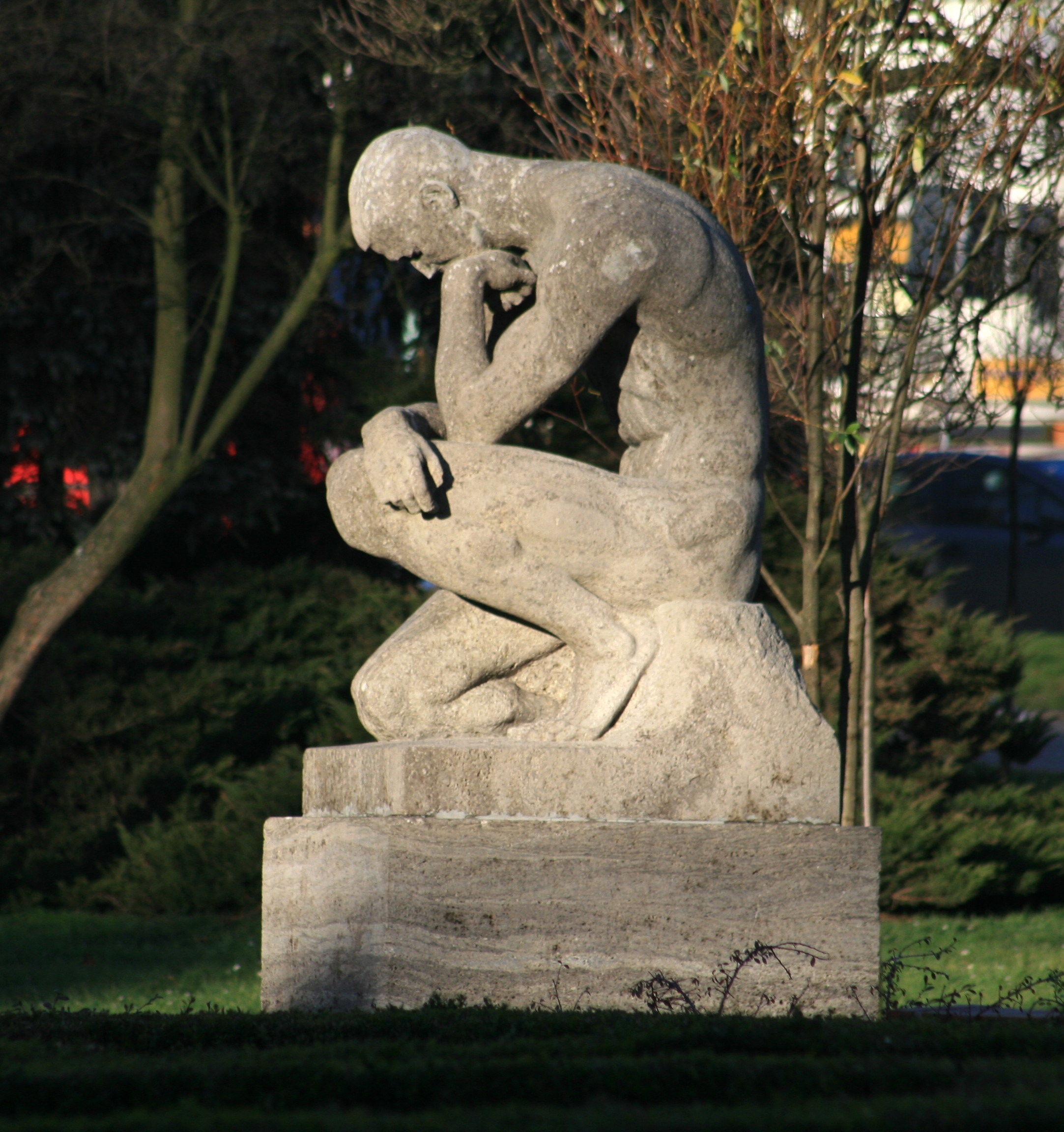
Pomnik „Upokorzony”

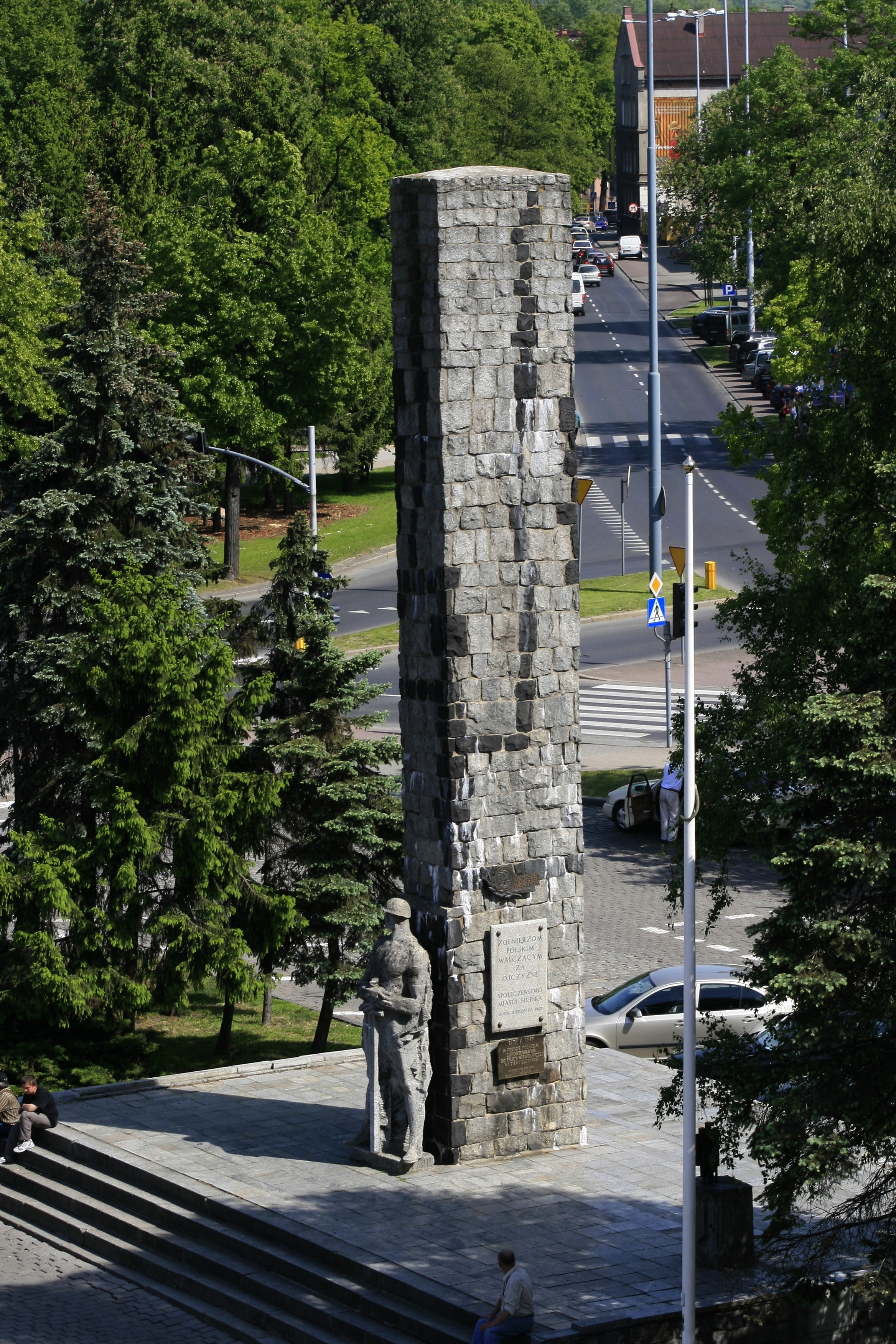
Pomnik Żołnierza Polskiego

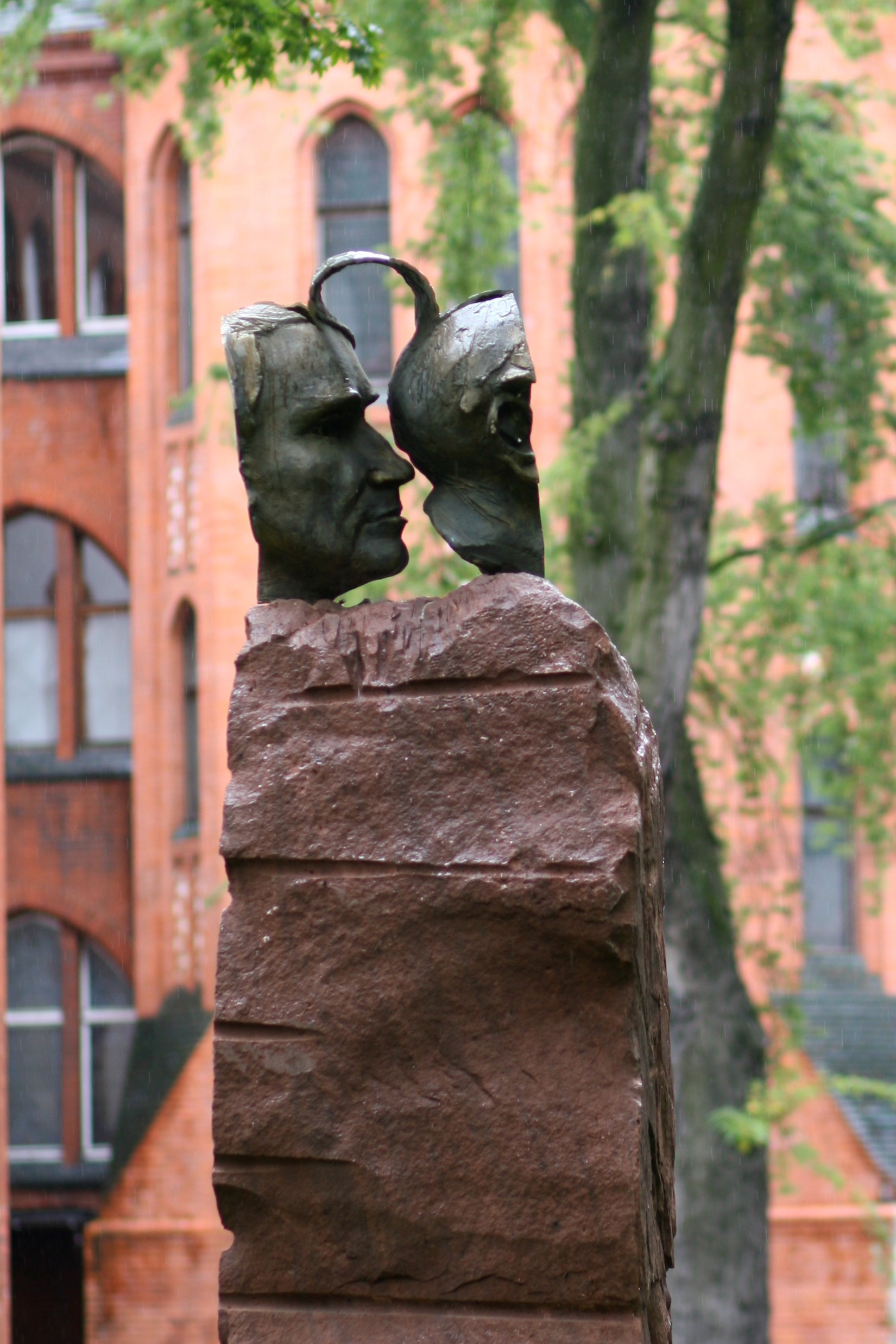
Pomnik Otwarta Głowa

- pomnik Henryka Sienkiewicza, al. Sienkiewicza (1960, autor Krystyna Trzeciak)[1]
- pomnik Fryderyka Chopina, skwer przy ulicy Kilińskiego
- pomnik Jana Kilińskiego, ul. Kowalska
- pomnik ks. Jerzego Popiełuszki, przy kościele pw. Serca Jezusowego
- pomnik Karola Szymanowskiego, park Jerzego Waldorfa
- pomnik Nieznanego Żołnierza, plac Zwycięstwa
- pomnik Powstańców Warszawskich z tablicą Jezu ratuj, bo giniemy, skwer przy ul. Szarych Szeregów
- pomnik poległych w czasie II wojny światowej żołnierzy radzieckich, cmentarz przy ul. rabina dr Maxa Josepha
- pomnik „Upokorzony”, skwer Pierwszych Słupszczan
- pomnik pomordowanych więźniów obozu Stutthof, Lasek Południowy
- pomnik Jana Pawła II, przy kościele pw. św. Ottona
- pomnik ojca Pio, ul. Garncarska
- pomnik Otwarta Głowa – upamiętniający postać Ottona Freundlicha, skwer za ratuszem
- tramwaj słupski, ul. Nowobramska
- Pomnik Matki Polki – Cmentarz Komunalny
- Dziki – Ogrody Zamkowe
- pomnik księcia Bogusława X Wielkiego, dziedziniec Zamku Książąt Pomorskich (2010, Autorska Pracownia Rzeźby i Odlewni Brązu Roberta Sobocińskiego ART Product)[2]

## Obeliski i tablice pamiątkowe
- obelisk Ludwika Zamenhofa, park Jerzego Waldorfa
- obelisk Polskiego Państwa Podziemnego 1939–1945, Bóg, Honor, Ojczyzna – plac Mariacki
- obelisk upamiętniający spływ kajakowy Słupią Karola Wojtyły, Park Kultury i Wypoczynku
- obelisk poświęcony pamięci ks. Jerzego Popiełuszki, bulwar nad Słupią, ul. F. Nullo
- obelisk Zblewskiego, rondo Zblewskiego, ul. Poznańska
- tablica upamiętniająca 25-lecie NSZZ „Solidarność”, rondo Solidarności
- Tablica pamiątkowa ku czci więźniów podobozu koncentracyjnego Stutthof – ul. Kołłątaja
- tablica poświęcona pamięci pomordowanych przez hitlerowców dzieci polskich w Słupsku, na fasadzie Gimnazjum nr 1, ul. Deotymy
- tablica poświęcona Annie Łajming, ul. Anny Łajming
- tablica poświęcona Heinrichowi von Stephanowi, w budynku Poczty Polskiej, ul. Łukasiewicza
- tablice poświęcone słupskiej synagodze spalonej przez Niemców podczas nocy kryształowej, na zrekonstruowanym ogrodzeniu dawnej synagogi, ul. Niedziałkowskiego.
- Tablica pamiątkowa poświęcona pamięci Aleksego Antkiewicza – Rondo Aleksego Antkiewicza, skrzyżowanie ul. Kaszubska i Kościuszki
- Tablica pamiątkowa upamiętniająca 25-lecie pontyfikatu Jana Pawła II – przy kościele Św. Ottona
- Tablica pamiątkowa poświęcona pamięci Stefana Morawskiego – skrzyżowanie Lotha i Obrońców Wybrzeża, Rondo Stefana Morawskiego
- Tablica pamiątkowa poświęcona pamięci Jacka Kuronia – skrzyżowanie Kopernika i Tramwajowej, Rondo Jacka Kuronia
- Tablica pamiątkowa poświęcona pamięci Kresowiaków – Park Jerzego Waldorffa
- Tablica pamiątkowa poświęcona pamięci Mieczysława Mozdyniewicza – ul. Westerplatte
- Zbiorowa Mogiła Polaków z obozu pracy – cmentarz przy ul. rabina dr Maxa Josepha
- Tablica pamiątkowa upamiętniająca gen. bryg. Stanisława Grzmota-Skotnickiego – skrzyżowanie ul. Westerplatte i Hubalczyków, Rondo gen. bryg. Stanisława Grzmota-Skotnickiego
- Tablica poświęcona kmdr. por. Stanisławowi Hryniewieckiemu – hol Szkoły Podstawowej nr 9, ul. Stanisława Małachowskiego 9 (odsłonięcie 5 czerwca 1971)[3]
- Tablica upamiętniająca dr. Jana Posmykiewicza – nawa boczna ewangelickiego kościoła Świętego Krzyża, ul. Słowackiego 40 (odsłonięcie 28 września 1997)[4]
- Tablica upamiętniająca Martę Aluchnę-Emelianow – ściana domu przy ul. Zamkowej 3 (odsłonięcie 17 października 1997)[5]
- popiersie księcia Bolesława Krzywoustego – hol I Liceum Ogólnokształcącego, ul. Szarych Szeregów 15 (odsłonięcie kwiecień 2003)
- Miejsce Pamięci Przedwojennych Słupszczan – cmentarz przy ul. rabina dr Maxa Josepha, sektor 7a (odsłonięcie 27 września 1997)
- Tablica poświęcona Robertowi Szumanowi – hol V Liceum Ogólnokształcącego, ul. Deotymy 15a (odsłonięcie 16 maja 2003)
- Tablica upamiętniająca Isabel Sellheim, ściana Przedszkola Miejskiego nr 6, ul. Wandy 3 (odsłonięcie 30 lipca 2020)[2]

## Pomniki wyburzone
- pomnik Blüchera, Stary Rynek
- pomnik konny cesarza Wilhelma I, dzisiejszy plac Zwycięstwa, ówczesny plac Stephana, ok. 1940 przeniesiony do parku przy obecnej al. Sienkiewicza (zniszczony w okresie 1945-1948)[6]
- pomnik Ottona von Bismarcka, obecna al. H. Sienkiewicza, ówczesny plac Bismarcka (odsłonięcie 1901, zniszczony w marcu 1945)[6]
- pomnik radzieckich zdobywców Słupska, plac Zwycięstwa, pomnik rozebrany 24 sierpnia 1962
- Pomnik poległych w wojnie prusko-francuskiej, plac Zwycięstwa. ówczesny Targ Wełniany, następnie przeniesiony na Cmentarz, zniszczony po II wojnie światowej (odsłonięcie 30 września 1875)[6]
- Pomnik żaka, ul. Krzysztofa Arciszewskiego 22b
- Kolumna Paula von Hindenburga, park przy obecnej al. Sienkiewicza (odsłonięcie 1917, zniszczony w latach 40. XX wieku)[6]
- Tablica upamiętniająca pracowników Urzędu Miasta poległych podczas I wojny światowej, hol I piętra Ratusza, pl. Zwycięstwa 3 (odsłonięcie ok. 1920, zdjęta po 1945)[6]
- Pomnik Huzarów, dzisiejszy Park Powstańców Warszawskich (odsłonięcie 1920, zniszczony 1945)